# Já Vi Este Filme
Já Vi Este Filme é uma rubrica de exibição de cinema aos sábados à noite, na RTP2, onde dois convidados comentam, individualmente, filmes inseridos em ciclos de cinema mensais. A apresentação e breve comentário são feitos pelo primeiro convidado. Após a exibição do filme o segundo convidado partilha a sua opinião, fazendo uma última análise.

## Ciclos de filmes exibidos no Já Vi Este Filme
Os filmes que foram apresentados no Já Vi Este Filme, entre estreias em televisão e repetições, foram dos mais variados tipos e períodos e dos mais diferentes níveis de sucesso, como se pode presumir dos seguintes exemplos:

### 2015

#### Ciclo "Cinema Italiano"[1]
| Dia de exibição        | Titulo do filme e ano      | País de origem          | Elenco principal | Cometedores                  | Tempo de exibição    |
| ---------------------- | -------------------------- | ----------------------- | --- | ---------------------------- | -------------------- |
| 5 de setembro de 2015  | Roma, Cidade Aberta (1945) | Itália                  | Aldo Fabrizi, Anna Magnani, Marcello Pagliero | Lauro António e Susana Nobre | 1 hora e 55 minutos  |
| 12 de setembro de 2015 | Libertação (1946)          | Itália                  | Carmela Sazio, Robert Van Loon, Dots Johnson, Alfonsino Pasca, Maria Michi, Gar Moore, Harriet White, Renzo Avanzo, Gianfranco Corsini, William Tubbs, Dale Edmonds, Roberto Van Loel | Lauro António e Susana Nobre | 2 horas e 15 minutos |
| 19 de setembro de 2015 | Stromboli (1950)           | Itália · Estados Unidos | Ingrid Bergman, Mario Vitale | Lauro António e Susana Nobre | 1 hora e 45 minutos  |
| 26 de setembro de 2015 | Viagem a Itália (1954)     | Itália · França         | Ingrid Bergman, George Sanders, Maria Mauban, Anna Proclemer, Paul Muller | Lauro António e Susana Nobre | 1 hora e 39 minutos  |

#### Ciclo "Cinema Francês"[14]
| Dia de exibição       | Titulo do filme e ano         | País de origem             | Elenco principal                                                                       | Cometedores                          | Tempo de exibição    |
| --------------------- | ----------------------------- | -------------------------- | -------------------------------------------------------------------------------------- | ------------------------------------ | -------------------- |
| 3 de outubro de 2015  | Adeus, Minha Rainha (2012)    | França                     | Diane Kruger, Léa Seydoux, Virginie Ledoyen, Xavier Beauvois, Noémie Lvovsky           | Jorge Paixão da Costa e Joana Verona | 1 hora e 44 minutos  |
| 10 de outubro de 2015 | O Segredo de um Cuscuz (2007) | França                     | Hafsia Herzi, Habib Boufares, Farida Benkhetache                                       | Jorge Paixão da Costa e Joana Verona | 2 horas e 36 minutos |
| 17 de outubro de 2015 | A Vida de Adèle (2013)        | França · Bélgica · Espanha | Adèle Exarchopoulous, Aurélien Recoing, Catherine Salée, Léa Seydoux, Salim Kechiouche | Jorge Paixão da Costa e Joana Verona | 2 horas e 2 minutos  |
| 24 de outubro de 2015 | Ferrugem e Osso (2012)        | França · Bélgica           | Marion Cotillard, Matthias Schoenaerts                                                 | Jorge Paixão da Costa e Joana Verona | 1 hora e 57 minutos  |
| 31 de outubro de 2015 | Irène (2009)                  | França                     | Alain Cavalier                                                                         | Jorge Paixão da Costa e Joana Verona | 1 hora e 21 minutos  |

#### Ciclo "Cinema Japonês"[30]
| Dia de exibição        | Titulo do filme e ano      | País de origem | Elenco principal | Cometedores                 | Tempo de exibição    |
| ---------------------- | -------------------------- | -------------- | --- | --------------------------- | -------------------- |
| 7 de novembro de 2015  | A Viagem a Tóquio (1953)   | Japão          | Chishū Ryū, Chieko Higashiyama, Setsuko Hara                                                                                    | Joaquim Leitão e Rita Durão | 2 horas e 11 minutos |
| 14 de novembro de 2015 | A Flor do Equinócio (1958) | Japão          | Shin Saburi, Kinuyo Tanaka, Ineko Arima, Yoshiko Kuga                                                                           | Joaquim Leitão e Rita Durão | 1 hora e 53 minutos  |
| 21 de novembro de 2015 | O Fim do Outono (1960)     | Japão          | Setsuko Hara, Yôko Tsukasa, Mariko Okada, Keiji Sada, Miyuki Kuwano, Shinichirô Mikami, Shin Saburi, Chishû Ryû, Nobuo Nakamura | Joaquim Leitão e Rita Durão | 2 horas e 2 minutos  |
| 28 de novembro de 2015 | O Gosto do Saké (1962)     | Japão          | Chishû Ryû, Shima Iwashita, Keiji Sada, Mariko Okada, Teruo Yoshida, Noriko Maki, Shinichiro Mikami, Eijiro Tono                | Joaquim Leitão e Rita Durão | 1 hora e 48 minutos  |

#### Ciclo "Frank Sinatra"[42]
| Dia de exibição        | Titulo do filme e ano            | País de origem | Elenco principal                                     | Cometedores                               | Tempo de exibição    |
| ---------------------- | -------------------------------- | -------------- | ---------------------------------------------------- | ----------------------------------------- | -------------------- |
| 5 de dezembro de 2015  | Deus Sabe Quanto Amei (1958)     | Estados Unidos | Frank Sinatra, Dean Martin, Shirley MacLaine         | David Ferreira e José Maria Vieira Mendes | 2 horas e 10 minutos |
| 12 de dezembro de 2015 | Um Dia em Nova Iorque (1949)     | Estados Unidos | Gene Kelly, Frank Sinatra, Jules Munshin, Vera-Ellen | David Ferreira e José Maria Vieira Mendes | 1 hora e 33 minutos  |
| 19 de dezembro de 2015 | Alta Sociedade (1957)            | Estados Unidos | Bing Crosby, Grace Kelly, Frank Sinatra              | David Ferreira e José Maria Vieira Mendes | 1 hora e 42 minutos  |
| 26 de dezembro de 2015 | Os Sete Ladrões da Cidade (1964) | Estados Unidos | Frank Sinatra, Dean Martin, Sammy Davis, Jr.         | David Ferreira e José Maria Vieira Mendes | 1 hora e 58 minutos  |

### 2016

#### Ciclo "Gastronomia"[54]
| Dia de exibição       | Titulo do filme e ano                                       | País de origem            | Elenco principal                                 | Cometedores                             | Tempo de exibição    |
| --------------------- | ----------------------------------------------------------- | ------------------------- | ------------------------------------------------ | --------------------------------------- | -------------------- |
| 1 de janeiro de 2016  | Como Água para Chocolate (1992)                             | México                    | Marco Leonardi, Lumi Cavazos, Regina Torne       | José Bento dos Santos e Anabela Moreira | 1 hora e 56 minutos  |
| 8 de janeiro de 2016  | O Segredo de um Cuscuz (2007)                               | França                    | Hafsia Herzi, Habib Boufares, Farida Benkhetache | José Bento dos Santos e Anabela Moreira | 2 horas e 33 minutos |
| 15 de janeiro de 2016 | Soul Kitchen (2009)                                         | Alemanha                  | Adam Bousdoukos, Moritz Bleibtreu, Birol Ünel    | José Bento dos Santos e Anabela Moreira | 1 hora e 51          |
| 22 de janeiro de 2016 | O Cozinheiro, o Ladrão, a sua Mulher e a Amante Dele (1989) | Reino Unido · França      | Michael Gambon, Helen Mirren, Richard Bohringer  | José Bento dos Santos e Anabela Moreira | 2 horas e 15 minutos |
| 29 de janeiro de 2016 | A Lancheira (2013)                                          | Índia · França · Alemanha | Irrfan Khan, Nimrat Kaur                         | José Bento dos Santos e Anabela Moreira | 1 hora e 56 minutos  |

#### Ciclo "Filme Negro"
| Dia de exibição         | Titulo do filme e ano                   | País de origem | Elenco principal | Cometedores                           | Tempo de exibição   |
| ----------------------- | --------------------------------------- | -------------- | --- | ------------------------------------- | ------------------- |
| 5 de fevereiro de 2016  | Relíquia Macabra (1941)                 | Estados Unidos | Humphrey Bogart, Mary Astor, Gladys George, Peter Lorre, Barton Maclane, Lee Patrick, Sydney Greenstreet, Walter Huston | Francisco José Viegas e Soraia Chaves | 1 hora e 46 minutos |
| 12 de fevereiro de 2016 | O Desconhecido do Norte-Expresso (1951) | Estados Unidos | Farley Granger, Anne Morton, Robert Walker, Patrícia Hitchcock                                                          | Francisco José Viegas e Soraia Chaves | 1 hora e 44 minutos |
| 19 de fevereiro de 2016 | Desengano (1952)                        | Estados Unidos | Barbara Stanwyck, Paul Douglas, Robert Ryan, Marilyn Monroe                                                             | Francisco José Viegas e Soraia Chaves | 1 hora e 55 minutos |
| 26 de fevereiro de 2016 | Ter ou Não Ter (1944)                   | Estados Unidos | Humphrey Bogart, Lauren Bacall, Walter Brennan                                                                          | Francisco José Viegas e Soraia Chaves | 1 hora e 43 minutos |

#### Ciclo "Kieslowski"[73]
| Dia de exibição     | Titulo do filme e ano            | País de origem             | Elenco principal                                                                          | Cometedores                | Tempo de exibição   |
| ------------------- | -------------------------------- | -------------------------- | ----------------------------------------------------------------------------------------- | -------------------------- | ------------------- |
| 4 de março de 2016  | A Dupla Vida de Véronique (1991) | França · Polónia · Noruega | Irène Jacob, Halina Gryglaszewska, Kalina Jedrusik                                        | João Lopes e Flávia Gusmão | 1 hora e 43 minutos |
| 11 de março de 2016 | Três Cores: Azul (1993)          | França                     | Juliette Binoche, Benoît Régent, Emmanuelle Riva, Florence Pernel, Guillaume De Tonquédec | João Lopes e Flávia Gusmão | 1 hora e 45 minutos |
| 18 de março de 2016 | Três Cores: Branco (1994)        | França                     | Zbigniew Zamachowski, Julie Delpy                                                         | João Lopes e Flávia Gusmão | 1 hora e 39 minutos |
| 25 de março de 2016 | Três Cores: Vermelho (1994)      | França                     | Irène Jacob, Jean-Louis Trintignant                                                       | João Lopes e Flávia Gusmão | 1 hora e 43 minutos |

#### Ciclo "Cinema Português"[82]
| Dia de exibição     | Titulo do filme e ano   | País de origem                 | Elenco principal | Cometedores                       | Tempo de exibição   |
| ------------------- | ----------------------- | ------------------------------ | --- | --------------------------------- | ------------------- |
| 1 de abril de 2016  | Yvone Kane (2014)       | Portugal · Brasil · Moçambique | Beatriz Batarda, Gonçalo Waddington, Irene Ravache, Samuel Malumbe | Manuel S. Fonseca e Isabel Medina | 2 horas e 7 minutos |
| 8 de abril de 2016  | Pecado Fatal (2013)     | Portugal                       | Sara Barros Leitão, Miguel Meira, João Guimarães, Mónica Morado | Manuel S. Fonseca e Isabel Medina | 1 hora e 36 minutos |
| 15 de abril de 2016 | O Primeiro Verão (2014) | Portugal                       | Anabela Caetano, Adriano Mendes | Manuel S. Fonseca e Isabel Medina | 1 hora e 52 minutos |
| 22 de abril de 2016 | Um Filme Falado (2003)  | Portugal · França · Itália     | Leonor Silveira, Filipa de Almeida, John Malkovich, Catherine Deneuve, Stefania Sandrelli, Irene Papas, Luís Miguel Cintra, Mochel Lubrano di Sbaraglione, François da Silva | Manuel S. Fonseca e Isabel Medina | 1 hora e 40 minutos |
| 29 de abril de 2016 | Em Câmara Lenta (2012)  | Portugal                       | Rui Morrison, João Reis, Maria João Pinho | Manuel S. Fonseca e Isabel Medina | 1 hora e 21 minutos |

#### Ciclo "Satyajit Ray"[93]
| Dia de exibição    | Titulo do filme e ano     | País de origem | Elenco principal                                           | Cometedores                       | Tempo de exibição    |
| ------------------ | ------------------------- | -------------- | ---------------------------------------------------------- | --------------------------------- | -------------------- |
| 6 de maio de 2016  | A Grande Cidade (1963)    | Índia          | Anil Chatterjee, Madhabi Mukherjee, Jaya Bhaduri           | José Manuel Costa e Suzana Borges | 2 horas e 33 minutos |
| 12 de maio de 2016 | A Esposa Solitária (1964) | Índia          | Soumitra Chatterjee, Madhabi Mukherjee, Sailen Mukherjee   | José Manuel Costa e Suzana Borges | 2 horas e 9 minutos  |
| 20 de maio de 2016 | O Cobarde (1965)          | Índia          | Soumitra Chatterjee, Madhabi Mukherjee, Haradhan Bannerjee | José Manuel Costa e Suzana Borges | 1 hora e 28 minutos  |
| 27 de maio de 2016 | O Homem Sagrado (1965)    | Índia          | Charuprakash Gosh, Robi Gosh, Prasad Mukherjee             | José Manuel Costa e Suzana Borges | 1 hora e 17 minutos  |

#### Ciclo "Heddy Honigman"[102]
| Dia de exibição     | Titulo do filme e ano     | País de origem | Elenco principal                                                                                              | Cometedores                           | Tempo de exibição   |
| ------------------- | ------------------------- | -------------- | --- | ------------------------------------- | ------------------- |
| 3 de junho de 2016  | Metal e Melancolia (1994) | Países Baixos  | Jorge Rodríguez Paz                                                                                           | Catarina Mourão e Joáo Pinto Nogueira | 1 hora e 30 minutos |
| 10 de junho de 2016 | O Amor Natural (1996)     | Países Baixos  | | Catarina Mourão e Joáo Pinto Nogueira | 1 hora e 26 minutos |
| 17 de junho de 2016 | Para Sempre (2006)        | Países Baixos  | Yoshino Kimura, Bertrand Beyern, Camille Solari                                                               | Catarina Mourão e Joáo Pinto Nogueira | 1 hora e 46 minutos |
| 24 de junho de 2016 | Olvido (2008)             | Países Baixos  | Jorge Kanashiro, Luis Cerna, David Gutiérrez, Lucía Ruiz, Daniel Gutiérrez Grados, Adolfo Chávez, Mauro Gómez | Catarina Mourão e Joáo Pinto Nogueira | 1 hora e 39 minutos |

#### Ciclo "Paulo Rocha"[111]
| Dia de exibição     | Titulo do filme e ano              | País de origem | Elenco principal                                                                                       | Cometedores                  | Tempo de exibição   |
| ------------------- | ---------------------------------- | -------------- | --- | ---------------------------- | ------------------- |
| 1 de julho de 2016  | Os Verdes Anos (1963)              | Portugal       | Rui Gomes, Isabel Ruth, Ruy Furtado, Paulo Renato                                                      | Isabel Ruth e Teresa Tavares | 1 hora e 37 minutos |
| 8 de julho de 2016  | Mudar de Vida (1966)               | Portugal       | Geraldo Del Rey, Isabel Ruth, Maria Barroso, João Guedes, Nunes Vidal, Mário Santos, Constança Navarro | Isabel Ruth e Teresa Tavares | 1 hora e 43 minutos |
| 15 de julho de 2016 | O Desejado (1987)                  | Portugal       | Isabel Ruth, Luís Miguel Cintra, Manuela de Freitas, Caroline Chaniolleau                              | Isabel Ruth e Teresa Tavares | 2 horas e 7 minutos |
| 22 de julho de 2016 | O Rio do Ouro (1998)               | Portugal       | Lima Duarte, Isabel Ruth, Joana Bárcia                                                                 | Isabel Ruth e Teresa Tavares | 1 hora e 50 minutos |
| 29 de julho de 2016 | Se Eu Fosse Ladrão, Roubava (2013) | Portugal       | Isabel Ruth, Luís Miguel Cintra, Chandra Malatitch                                                     | Isabel Ruth e Teresa Tavares | 1 hora e 38 minutos |